# Markaz-e Tahghighat-e Mantaghe-je Alborz
Markaz-e Tahghighat-e Mantaghe-je Alborz (pers. شهرک مرکز تحقیقات منطقه البرز) – miejscowość w północnym Iranie, w ostanie Alborz. W 2006 roku miejscowość liczyła 25 osób w 7 rodzinach.